# Pinus hondurensis
Pinus hondurensis é uma espécie de pinheiro originária do Novo Mundo. Faz parte do grupo de espécies de pinheiros com área de distribuição na América Central, Caraíbas, México, sul do Arizona e Novo México.